# 泰爾韋泰市鎮
泰爾韋泰市鎮，曾是拉脫維亞的一個市鎮，設立於2002年。位於該國南部，人口4,173人，面積223.9平方公里，人口密度約19人/km2。
2021年7月1日，泰爾韋泰市鎮与其它市镇一起合并至多貝萊市鎮。

## 外部連結
- 多貝萊市鎮官方網站 （页面存档备份，存于） （拉脱维亚文） （英文） （俄文） （立陶宛文）